# Frankenstein (1910)
Frankenstein es un cortometraje mudo estadounidense estrenado en 1910, del género de ciencia ficción y terror, basado en la novela Frankenstein o el moderno Prometeo de Mary Shelley fue escrita y dirigida por J. Searle Dawley. Este corto fue protagonizado por Augustus Phillips, Mary Fuller y Charles Ogle. El corto narra la historia de Víctor Frankenstein quien en su búsqueda de crear al humano perfecto termina engendrando un monstruo. Esta cinta de 14 minutos es la primera adaptación a la pantalla de la novela de Mary Shelley, y fue producida por Thomas Alva Edison. La película fue rodada en cine mudo y cámara fija en plano general durante toda su duración.

## Argumento
Víctor Frankenstein es un joven estudiante de 35 años de edad que trata de crear la criatura perfecta. Sin embargo, sus experimentos lo llevan a crear un terrible monstruo deforme y agresivo. Víctor se enamora de una mujer, y entonces la criatura escapa.  

## Reparto
- Augustus Phillips como Víctor Frankenstein.
- Mary Fuller: Elizabeth: prometida de Víctor Frankenstein.
- Charles Ogle como el Monstruo de Frankenstein: criatura creada por Víctor Frankenstein.

## Producción

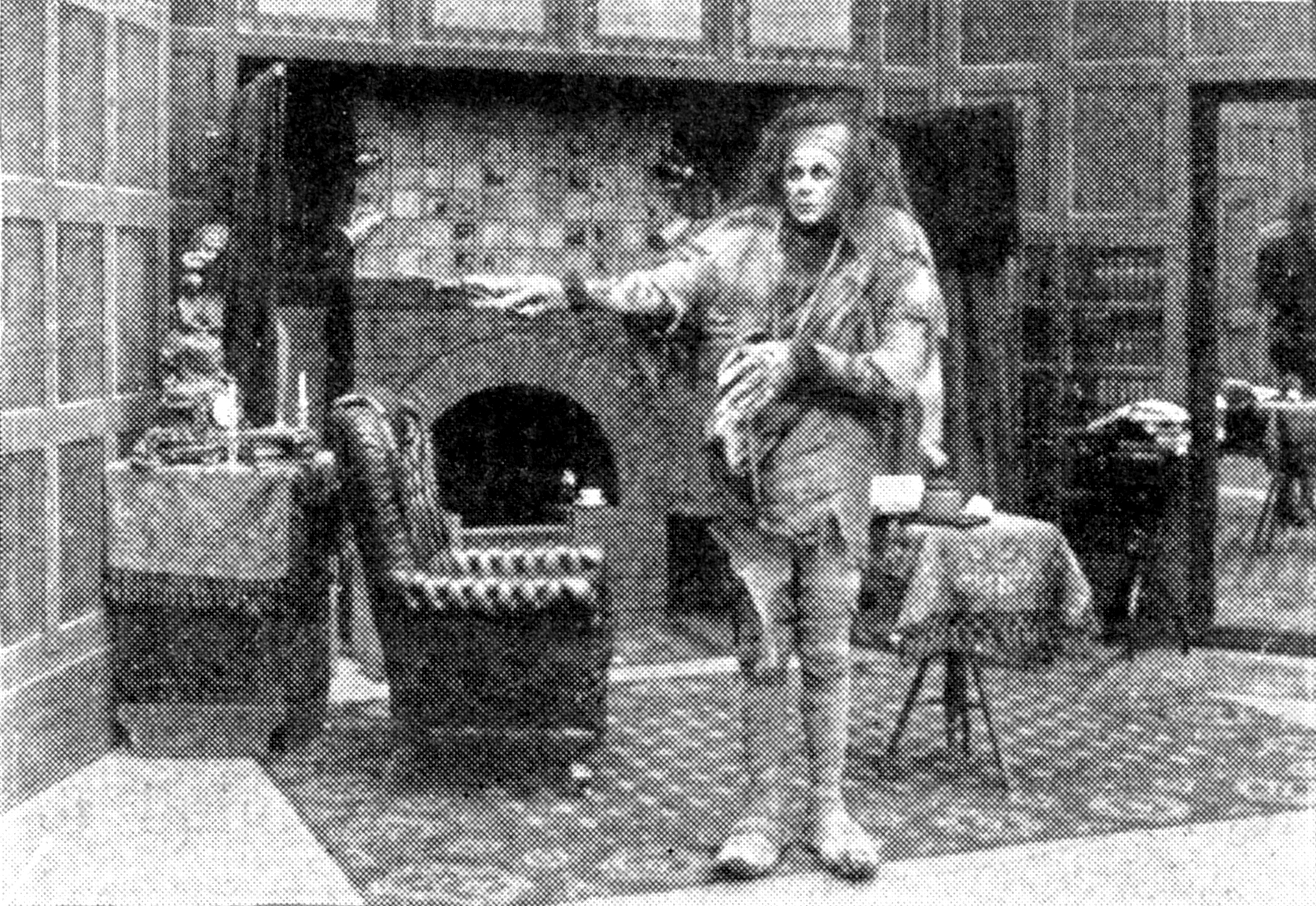
fotograma de la cinta.

Se rodó en tres días en los edificios Edison Studios del Bronx, en Nueva York. Edison no tuvo una participación activa en la película: únicamente puso su nombre como productor. El director, J. Searle Dawley, concibió el guion y emprendió la dirección pensando en la visión de la obra en el quinetoscopio. La obra, adaptación libre de la novela, se estrenó el 18 de marzo de 1910. 
El personaje de Víctor Frankenstein, de 35 años, no era muy fiel a la visión que plasmó Shelley en su novela, no era tan complejo ni minucioso, y tenía un semblante parecido al de un mago, en vez de un científico. En su primera versión Frankenstein creó al monstruo en un caldero hirviendo a diferencia de otras posteriores en las que se valía de la energía de un rayo. La toma se realizó quemando un muñeco del monstruo que tenía un esqueleto como armazón y luego fue montada invirtiendo el tiempo, de esta forma parece que la sustancia se va adhiriendo a los huesos mientras se ve el humo y el fuego descender. Este recurso tiene que ver con el tratamiento mágico que hacen del fuego los alquimistas para 'condensar' el tiempo.
En la publicidad de la película, la Edison Film Company daba la siguiente información: 

[...] se ha intentado eliminar con cuidado todas las situaciones realmente repulsivas y concentrarse sobre los problemas místicos y psicológicos que se hallan en este asombroso relato.

## Conservación
Durante muchos años, esta película, se creía perdida. En 1963, se hallaron, en viejos archivos de Edison, imágenes y una descripción del argumento. En los 50, una copia de la película fue comprada por el coleccionista de películas de Wisconsin Alois F. Dettlaff, que no comprendió su rareza hasta muchos años más tarde. De la existencia de esa copia se dio noticia por primera vez a mediados de los años 70. Aunque algo deteriorada, la película podía ser vista en su integridad, con títulos y tintes como en 1910. Detalff tenía una copia de preservación en 35 mm hecha por el George Eastman House a finales de los 70.
El 15 de noviembre de 2018, la Biblioteca del Congreso de Estados Unidos anunció a través de su blog que había completado una restauración del cortometraje. Esta versión fue puesta a disposición del público para descargar o reproducir en línea en el mismo sitio web de la Biblioteca así como en su página de Youtube.